# Nannastacidae
Nannastacidae is een relatief grote familie van kleine kreeftachtigen die behoort tot de orde van de zeekomma's (Cumacea).

## Anatomie
De Nannastacidae bezitten geen vrij telson. De endopodiet (binnenste tak) van de uropoden bestaat uit één segmentje. Er is een exopodiet (buitenste tak) op de maxillipeden en meestal één op pereopoden 1-4 bij mannetjes en 1-2 bij vrouwtjes.

Mannetjes zijn in het bezit van vijf paar pleopoden (zwempootjes). Bij de vrouwtjes is de tweede antenne veel korter dan de eerste.

## Systematiek
De familie bestaat uit 24 geslachten (genera) en 431 soorten:
- Almyracuma N.S. Jones & Burbanck, 1959
- Bacescella Petrescu, 2000
- Bathycampylaspis Muhlenhardt- Siegel, 1996
- Campylaspensis Băcescu & Muradian 1974
- Campylaspides Fage, 1929
- Campylaspis G.O. Sars, 1865
- Claudicuma Roccatagliata, 1981[3]
- Cubanocuma Băcescu & Muradian, 1977
- Cumella G.O. Sars, 1865
- Cumellopsis Calman, 1905
- Elassocumella Watling, 1991
- Humesiana Watling & Gerken, 2001
- Nannastacus Bate, 1865
- Paracampylaspis Jones, 1984
- Pavlovskeola Lomakina, 1955
- Platycuma Calman, 1905
- Procampylaspis Bonnier, 1896
- Scherocumella Watling, 1991
- Schizocuma Băcescu, 1972
- Schizotrema Calman, 1911
- Styloptocuma Băcescu & Muradian 1974
- Styloptocumoides Petrescu, 2006
- Vemacumella Petrescu, 2001